# Kouvola ekonomiska region
Kouvola ekonomiska region (finska: Kouvolan seutukunta) är en av ekonomiska regionerna i landskapet Kymmenedalen i Finland. 
Folkmängden i Kouvola ekonomiska region uppgick den 1 januari 2013 till 94 251 invånare, regionens  totala areal utgjordes av 3 570 kvadratkilometer och landytan utgjordes av 3 148  kvadratkilometer.  I Finlands NUTS-indelning representerar regionen nivån LAU 1 (f.d. NUTS 4), och dess nationella kod är 081.

## Förteckning över kommuner
Kouvola ekonomiska region består av följande två kommuner: 
- Kouvola stad
- Itis kommun

De bägge kommunernas språkliga status är enspråkigt finska.